# Elecciones provinciales de San Luis de 1983
Las elecciones generales de la provincia de San Luis de 1983 tuvieron lugar el domingo 30 de octubre del mencionado año con el objetivo de restaurar las instituciones democráticas constitucionales y autónomas de la provincia después de casi ocho años de intervención federal durante la dictadura militar argentina autodenominada Proceso de Reorganización Nacional. Fueron los decimosextos comicios provinciales sanluiseños desde la instauración del sufragio secreto en el país, y los primeros del período democrático no interrumpido a partir de los mismos. Se realizaron al mismo tiempo que las elecciones presidenciales y legislativas a nivel nacional. Bajo la constitución provincial entonces vigente, se debía elegir al gobernador para el período 1983-1987, así como los 30 diputados de la legislatura provincial unicameral. Del mismo modo, se eligió a los intendentes de la totalidad de los municipios que componían la provincia, y a sus respectivos Consejos Deliberantes.
A diferencia de la elección nacional, donde varios partidos presentaron candidaturas, en San Luis solo cuatro fuerzas políticas disputaron la elección para gobernador, y solo seis presentaron listas legislativas. El Partido Justicialista (PJ) gobernante antes del golpe presentó la candidatura de Adolfo Rodríguez Saá, que había ejercido como diputado provincial en el período constitucional anterior y pertenecía a una facción conservadora del peronismo. En contraste, la Unión Cívica Radical (UCR), luego de una primaria interna disputada, postuló a Carlos Zavala, que pertenecía al sector de su partido más inclinado hacia la izquierda política, motivo por el cual no contó con el apoyo de amplios sectores de este. El Movimiento de Integración y Desarrollo (MID) concurrió con Alberto Domeniconi, que ya había ejercido la gobernación en el período 1958-1962. Por último, la Alianza Federal, compuesta en San Luis por partidos de carácter provincialista y conservador, presentó a Joaquín Tula Durán, del Movimiento Popular Provincial (MPP). Aunque los cuatro candidatos tenían importantes bases de votantes, se consideraba que la competencia era esencialmente entre Rodríguez Saá y Zavala.
A pesar de que el radicalismo se impuso a nivel nacional con Raúl Alfonsín como candidato presidencial, y a su vez la UCR se impuso también en San Luis por holgado margen, Rodríguez Saá se benefició de una amplia reacción interna del radicalismo contra la candidatura de Zavala y obtuvo una estrecha victoria con el 40,48% de los votos contra el 37,27% del postulante radical, afectado por un corte de boleta masivo y recibiendo diez puntos menos que las otras candidaturas nacionales. Domeniconi obtuvo el 14,69% y Tula Durán el 7,56%. La legislatura provincial quedó compuesta por 17 diputados justicialistas, 12 radicales, y uno del MID. La UCR obtuvo la victoria en las elecciones municipales de las principales urbes de la provincia, la ciudad de San Luis y Villa Mercedes, que aglutinaban al 80% de la población del distrito, con Juan Bautista Picco y Miguel Ángel Bonino respectivamente siendo elegidos intendentes. Los cargos electos asumieron el 10 de diciembre de 1983.

## Contexto
Tras el golpe de Estado del 24 de marzo de 1976, que derrocó al gobierno constitucional de María Estela Martínez de Perón e instauró una dictadura militar autodenominada Proceso de Reorganización Nacional, se intervino la totalidad de las provincias. En San Luis resultó depuesto Elías Adre, del Partido Justicialista (PJ), y fue reemplazado por Aldo Barbuy, que se mantuvo como interventor de facto por poco menos de un mes hasta la jura de Cándido Martín Capitán, quien estuvo en el cargo hasta junio del mismo año. Hugo Marcilese lo sucedió y permaneció por casi cinco años, hasta marzo de 1981, cuando lo reemplazó Hugo di Risio. La dictadura gobernante implementó un régimen de terrorismo de Estado en el que se cometieron masivas violaciones a los derechos humanos. Tras el fracaso militar de la Guerra de las Malvinas en 1982 y el colapso de la dictadura, se inició un proceso de transición a la democracia. En San Luis, el decreto del gobierno de facto organizando la convocatoria a elecciones para cargos provinciales fue firmado el 3 de agosto de 1983 por el ministro de Gobierno y Educación provincial, Aníbal Eufrasio Sosa, tarea que le fue delegada por el interventor.

## Reglas electorales
Las elecciones se realizaron bajo el texto constitucional sancionado en 1957 por el gobierno de la dictadura militar autodenominada Revolución Libertadora, que establecía los siguientes cargos a elegir:
- Gobernador electo por mayoría simple en distrito único para un mandato de cuatro años, sin posibilidad de reelección inmediata. La constitución entonces vigente no contemplaba aún el cargo de vicegobernador, por lo que el presidente del poder legislativo era el sucesor constitucional del mandatario provincial.
- 30 diputados, la totalidad de los miembros de la Cámara de Diputados Provincial mediante representación proporcional por listas en distritos plurinominales. Luego se determinaría a 15 que cumplirían un mandato completo hasta 1987, y otros 15 que cumplirían medio mandato 1985, cuando tendrían lugar elecciones de medio término.

## Candidaturas
Cuatro formaciones políticas (tres partidos y una coalición) presentaron candidaturas gubernativas. El Partido Justicialista fue el partido que más afiliaciones logró recoger durante la campaña para la normalización legal de las fuerzas políticas, con 35.592 avales en el distrito puntano. A diferencia del plano nacional, donde el justicialismo se mostró dividido y faccionado, en San Luis el partido se mostró mucho más organizado de cara a los inminentes comicios, y celebró elecciones internas para cargos provinciales el 12 de junio de 1983, dos meses antes de que se decretara la convocatoria electoral por parte del gobierno de facto. Fue la primera interna partidaria celebrada por el peronismo antes de las elecciones tanto en la provincia como en el país. Dos líneas internas disputaron la postulación gubernativa: el Movimiento de Unidad Solidaridad y Organización (MUSO), que presentó al ex diputado provincial Adolfo Rodríguez Saá, de entonces 37 años, bajo la Lista 1 «Blanca, Azul y Blanca» (en referencia a los colores de la bandera argentina); y la Lista 3 «Naranja», que postulaba al ex intendente de Villa Mercedes Eduardo Mones Ruiz.
Rodríguez Saá había integrado el conservador Partido Demócrata Liberal y respondía al sector más conservador del peronismo, aunque el MUSO estaba liderado por el líder sindical Oraldo Britos, que respaldó su candidatura. Mones Ruiz, por su parte, aunque ligado al sector ortodoxo que sostenía la candidatura presidencial de Ítalo Luder, sostenía posturas más progresistas. Rodríguez Saá obtuvo la victoria en las internas con el 52% de los votos y, ese mismo día y a pesar de las sospechas de fraude electoral cuestionadas por la oposición interna al MUSO, Mones Ruiz anunció su apoyo total al candidato justicialista y anunció la disolución de la Lista Naranja, garantizando la unidad del partido de cara a las elecciones generales. El 15 de julio se realizó la proclamación de las candidaturas. La unificación del peronismo puntano en torno a Rodríguez Saá fue tal que el candidato presentó su programa de gobierno el 5 de agosto, durante el segundo congreso del partido en la provincia, más de dos meses antes de las elecciones.
La Unión Cívica Radical, por su parte, enfrentó una dura competencia interna que se desmarcó del panorama relativamente tranquilo de las primarias presidenciales a nivel nacional. El partido contaba entonces con tres corrientes internas de importancia: el Movimiento de Renovación y Cambio (MRC), liderado por el ex diputado nacional bonaerense Raúl Alfonsín; la Línea Nacional, que respondía al ex senador nacional porteño Fernando de la Rúa; y el Movimiento de Afirmación Yrigoyenista (MAY), encabezado por el senador nacional chaqueño Luis León. En San Luis, el MAY presentó la precandidatura de Carlos Zavala, de tendencia izquierdista. Las elecciones internas se realizaron el 4 de septiembre, varios meses después de que Rodríguez Saá hubiera triunfado dentro del justicialismo, y Zavala se consagró como candidato por escaso margen, siendo junto con Chaco las únicas dos provincias donde el MAY pudo imponer a sus precandidatos sobre el balbinismo y el alfonsinismo. La dura interna dejó al radicalismo puntano debilitado y desató una diáspora de afiliados y dirigentes muy poco tiempo antes de las elecciones, a pesar del fortalecimiento que recibía el partido a nivel nacional.
El Movimiento de Integración y Desarrollo, partido de carácter desarrollista, se reorganizó a finales de junio y logró proclamar sus candidaturas en septiembre. Su candidato a gobernador fue el ex gobernador Alberto Domeniconi, que había ejercido como mandatario provincial entre 1958 y 1962, durante la presidencia de Arturo Frondizi, como candidato de la Unión Cívica Radical Intransigente (UCRI).
La última formación política en constituirse fue la Alianza Federal, sucesora de la Alianza Popular Federalista, la única coalición política registrada en las elecciones. Estaba integrada por el Movimiento Popular Provincial, fuerza de carácter neoperonista y los conservadores Partido Federal y Partido Demócrata Liberal, que había ejercido como partido dominante de la provincia hasta la irrupción del peronismo. La APF había quedado en segundo puesto en las elecciones de 1973, pasando a segunda vuelta contra Adre. Al igual que a nivel nacional, la mayoría de las candidaturas de la coalición conservadora se resolvieron por consenso y sin la necesidad de internas. El MPP fue el único de los partidos que realizó comicios partidarios, el 11 de septiembre (las últimas internas que tuvieron lugar antes de las elecciones generales), con el objetivo de cubrir las candidaturas que se habían acordado previamente para el partido dentro de la alianza. El candidato a gobernador fue el ex diputado nacional Joaquín Tula Durán, mientras que en el candidato a vicepresidente de la coalición fue el sanluiseño Guillermo Belgrano Rawson, excandidato a gobernador en las elecciones anteriores, acompañando a Francisco Manrique.
Por fuera de las cuatro formaciones que presentaron candidaturas gubernativas, el Partido Demócrata Cristiano y el Partido Comunista presentaron listas para la legislatura provincial. No hubo más postulaciones para cargos provinciales fuera de estas seis fuerzas.

## Resultados

### Gobernador
|  | 40.48 % |

|  | 37.27 % |

|  | 14.69 % |

|  | 7.56 % |

|  | 96.53 % |

|  | 3.12 % |

|  | 0.35 % |

|  | 100.00 % |

|  | 84.99 % |

### Cámara de Diputados
|  | 40.00 % |

|  | 37.29 % |

|  | 13.27 % |

|  | 8.82 % |

|  | 0.39 % |

|  | 0.22 % |

|  | 95.00 % |

|  | 4.45 % |

|  | 0.55 % |

|  | 100.00 % |

|  | 84.99 % |